# 베리베리 뮤우뮤우의 등장인물 목록
다음은 베리베리 뮤우뮤우의 등장인물 목록이다.

## 주요 등장인물
모모미야 이치고 (홍베리)
색깔 :      분홍색
성우 - 일본 : 나카지마 사키, 대한민국 : 정미숙, 장예나(뉴)
본 애니메이션의 주인공. 생일은 3월 15일. 마사야와 데이트를 하는 도중 이리오모테 산고양이의 DNA를 삽입받아 뮤 베리로 변신할 수 있는 능력을 얻게된다.
아이자와 민트 (주민트, 하민트(뉴))
색깔 :      하늘색
성우 - 일본 : 카카즈 유미, 대한민국 : 배정미, 김하루(뉴)
본 애니메이션의 등장인물. 생일은 10월 3일. 노도지롤 잉꼬의 유전자가 들어가서 뮤 민트로 변신한다.
미도리카와 레타스 (배레티, 연그린(뉴))
색깔 :      녹색
성우 - 일본 : 사쿠마 쿠미, 대한민국 : 양정화, 이유리(뉴)
본 애니메이션의 등장인물. 생일은 8월 7일. 돌고래 유전자를 받아서 뮤 레타스로 변신한다.
홍 푸링 (황푸링)
색깔 :      노란색
성우 - 일본 : 모치즈키 히사요, 대한민국 : 김서영, 박시윤(뉴)
본 애니메이션의 등장인물. 생일은 4월 19일. 원숭이의 일종인 황금사자타마린의 DNA이 들어가서 뮤 푸링으로 변신한다.
후지와라 자쿠로 (자루비, 서루비(뉴))
색깔 :      보라색
성우 - 일본 : 노다 준코, 대한민국 : 김지혜, 사문영(뉴)
본 애니메이션의 등장인물. 생일은 9월 6일. 회색 늑대의 DNA가 들어가서 뮤 루비로 변신한다.

## 같이 보기
- 베리베리 뮤우뮤우의 에피소드 목록